# Chapelle Saint-Luvan
La chapelle Saint-Luvan est un édifice situé à Plounévez-Moëdec en France.

## Localisation
La chapelle est située sur le territoire de la commune de Plounévez-Moëdec, au lieu-dit  Keramanac'h, dans le département  des Côtes-d'Armor, dans la région Bretagne.

## Historique
La chapelle est inscrite partiellement au titre des monuments historiques par arrêté du 20 janvier 1926, élément protégé : le clocher.